# هابیگهورشت
هابیگهورشت (به آلمانی: Habighorst) یک منطقهٔ مسکونی در آلمان است که در اشده واقع شده‌است.
 هابیگهورشت  ۷۴۸ نفر جمعیت دارد.